# Филимонов, Михаил Родионович
Михаи́л Родио́нович Филимо́нов (25 июля 1911, Ельсуково, Уржумский уезд, Вятская губерния, Российская империя — 2 июня 1990, Томск, РСФСР, СССР) — советский библиотечный деятель. Пропагандист книги и чтения в Западной Сибири в годы СССР. Директор научной библиотеки Томского государственного университета (1955—1974). Заслуженный работник культуры РСФСР (1969). Участник Великой Отечественной войны. Член ВКП(б) с 1932 года.

## Биография
Родился 25 июля 1911 года в деревне Ельсуково ныне Мари-Турекского района Марий Эл в крестьянской семье.
Окончил школу в родной деревне. С 1931 года — секретарь местного сельсовета. В 1932 году принят в ВКП(б).
В 1933—1936 годах служил в Красной армии на границе.
В 1940 году с отличием окончил библиотечное отделение Ленинградского коммунистического политико-просветительного института имени Н. К. Крупской.
В том же году направлен в Томск: до призыва на фронт в 1941 году — директор Томского библиотечного техникума. 
В июне 1941 года ушёл добровольцем на фронт. Участник Великой Отечественной войны: окончил курсы по подготовке комсостава на Западном фронте, гвардии старший лейтенант. Затем был направлен в резерв Политического управления Красной армии, в ноябре 1941 года считался пропавшим без вести. В октябре 1942 года назначен заместителем командира роты по политической части в 344-й стрелковой дивизии Западного фронта. С ноября 1943 года и по апрель 1945 года он командует стрелковой ротой в разных соединениях Западного и Второго Белорусского фронтов. В апреле — мае 1945 года он — командир стрелковой роты 252-го гвардейского стрелкового полка, после исполнял обязанности начальника клуба этого полка. Был трижды ранен. Демобилизовался из армии в июне 1946 года. Награждён орденами Отечественной войны I степени, Красной Звезды и медалями. 
С 1946 года — заместитель директора, в 1955—1974 годах — директор научной библиотеки Томского государственного университета. В 1974—1985 годах — главный библиотекарь научно-методического отдела научной библиотеки ТомГУ. Внёс большой вклад в строительство нового здания библиотеки (1967—1979), многое сделал для пополнения книжного фонда библиотеки, обеспечения его сохранности, хранения и использования.
В 1969 году ему присвоено почётное звание «Заслуженный работник культуры РСФСР». Награждён медалями.
Скончался 2 июля 1990 года в Томске, похоронен там же.    

## Библиотечная деятельность
Опубликовал около 70 научных и методических работ по истории книги, библиотечного дела и библиографии, среди них: «Труды учёных в изданиях Томского университета (1959—1978)», «Указатель литературы о природе Томской области», «Как найти нужную книгу и статью». Являлся инициатором издания и членом редколлегии сборника «Вузовские библиотеки Западно-Сибирской зоны. Опыт работы».
Создал оригинальную работу, вышедшую двумя изданиями — «Книжная сокровищница Сибири». К 100-летию со дня открытия Научной библиотеки Томского университета». Второе издание книги в 1990 году отмечено премией на конкурсе научных работ Томского университета как лучшая работа, популяризирующая историю библиотеки и университета.
В 1955—1975 годах — член Учёного совета ТомГУ, в 1960—1976 годах — член пленума и президиума Центральной научно-методической библиотечной комиссии при Министерстве высшего и среднего специального образования СССР.
Известен и как пропагандист книги и чтения: в 1974—1985 годах был председателем Томской городской организации книголюбов, в 1969—1979 годах — руководителем методического совета вузовских библиотек Западной Сибири. 

## Звания и награды

### Трудовые
- Заслуженный работник культуры РСФСР (1969)[2]
- Медаль «За трудовое отличие»[3]
- Юбилейная медаль «За доблестный труд. В ознаменование 100-летия со дня рождения Владимира Ильича Ленина» (1970)[4]

### Боевые
- Орден Отечественной войны I степени (06.04.1985)[13]
- Орден Красной Звезды (21.06.1946)[4][5]
- Медаль «За взятие Кёнигсберга»[4][5]
- Медаль «За победу над Германией в Великой Отечественной войне 1941—1945 гг.» (09.05.1945)[4][5]